# Stenhugning
Stenhugning er kunsten at hugge og forme sten til bygninger, strukturer, skulpturer, artefakter, katedraler og byer i mange forskellige kulturer. Menneskeheden har formet sten siden man har kunnet fremstille værktøj. Berømte strukturer i sten fremstillet af stenhuggere inkluderer bl.a. Taj Mahal, Cusco, statuerne på Påskeøen, Pyramiderne i Det gamle Egypten, Angkor Wat, Borobudur, , Tiwanaku, Tenochtitlán, Persepolis, Parthenon, Stonehenge og Domkirken i Chartres.
En person, der hugger i sten, kaldes en stenhugger.
| Job | Spire Denne artikel om et job eller en stillingsbetegnelse er en spire som bør udbygges. Du er velkommen til at hjælpe Wikipedia ved at udvide den. |

| Skole | Spire Denne artikel om en skole, en uddannelsesinstitution eller uddannelse er en spire som bør udbygges. Du er velkommen til at hjælpe Wikipedia ved at udvide den. |